# 帝京大学大学院理工学研究科・理工学部
帝京大学大学院理工学研究科（ていきょうだいがくだいがくいんりこうがくけんきゅうか、英称：Graduate School of Engineering）は、帝京大学に設置される大学院研究科の一つである。
また、帝京大学理工学部（ていきょうだいがくりこうがくぶ、英称：Faculty of Engineering）は、帝京大学に設置される理工学部である。
キャンパスは宇都宮キャンパス。

## 概略
1989年、帝京大学は栃木県の宇都宮市に新キャンパス「宇都宮キャンパス」を開設し、そこに、帝京大学理工学部を設置、機械・精密システム工学科、電気・電子システム工学科、材料科学工学科、情報科学科、バイオサイエンス学科の5学科でスタートした。2007年には、帝京大学理工学部に情報科学科（通信教育課程）を設置した。
帝京大学理工学部は「実学」という教育指針のもと、実践を通して論理的な思考を身につける実学教育を目指している。カリキュラムは、実社会で豊富な経験を持つ教員陣による講義が行われ、学部や学科を横断した産学官連携のプロジェクトも計画されている。
宇都宮キャンパスには、理工学部、医療技術学部柔道整復学科、経済学部地域経済学科の学生が在籍し、相互に交流ができるような授業が用意されている。また、帝京大学理工学部は高校時代に苦手科目がある学生、大学の授業に不安を持っている学生を対象に「学習支援室」を用意し、、高校の教員経験者が曜日ごとに大学に来て専門の5教科（英語・数学・物理3・化学・生物）を授業するサポート体制を整えている。
また、帝京大学理工学部は資格取得を目指したカリキュラムも組まれ、機械・精密システム工学科では、二級自動車整備士国家試験の受験資格が取得でき、航空宇宙工学科では、航空特殊無線技士の免許取得をめざした授業が用意されている。

## 沿革
- 1989年 - 帝京大学に理工学部を設置。機械・精密システム工学科、電気・電子システム工学科、材料科学工学科、情報科学科、バイオサイエンス学科の5学科でスタート。また、宇都宮キャンパスを開設。
- 2001年 - 理工学部の材料科学工学科を航空宇宙工学科に改組。
- 2006年 - 理工学部の材料科学工学科を廃止。
- 2007年 - 理工学部に情報科学科通信教育課程を設置。大学院理工学研究科（通信教育課程）情報科学専攻を設置。
- 2008年 - 理工学部の電気・電子システム工学科と情報科学科を募集停止し、ヒューマン情報システム学科を設置。
- 2010年 - 理工学部の航空宇宙工学科にヘリパイロットコースを設置。
- 2015年 - 理工学部のヒューマン情報システム学科を情報電子工学科に改称。

## 学部学科
理工学部
- 機械・精密システム工学科
- 航空宇宙工学科
  - 航空宇宙工学コース
  - ヘリパイロットコース
- 情報電子工学科
  - 情報科学コース
  - 情報メディアコース
  - エレクトロニクスコース
- バイオサイエンス学科
- 情報科学科（通信教育課程）

## 大学院
理工学研究科
- 総合理工学専攻（修士・博士後期課程）
- 情報科学専攻（修士課程・通信制）

## 交通アクセス
宇都宮キャンパス（栃木県宇都宮市豊郷台1-1）
- JR宇都宮線宇都宮駅・東武宇都宮線東武宇都宮駅より関東自動車バス「豊郷台・美術館・帝京大学行」で約20分、帝京大学下車。